# انتونیو هیدالگو (مدافع، زاده ۱۹۴۳)
انتونیو هیدالگو (انگلیسی: Antonio Hidalgo; ۱۵ فوریهٔ ۱۹۴۳ – ۶ مارس ۲۰۱۴) بازیکن فوتبال اهل اسپانیا بود.
از باشگاه‌هایی که در آن بازی کرده‌است می‌توان به باشگاه فوتبال سلتاویگو اشاره کرد.